# Lockheed XP-49
Die Lockheed XP-49 (Lockheed Model 522) war ein US-amerikanischer Jagdflugzeug-Prototyp. Er wurde während des Zweiten Weltkrieges auf Basis der Lockheed P-38 entwickelt. 

## Geschichte
Die XP-49 wurde entsprechend den Anforderungen des Circular Proposal 39-775 des US-Air Corps vom Juli 1939, das einen Langstreckenbegleitjäger forderte, konstruiert. Das neue Flugzeug sollte auf einem bereits existierenden Muster aufbauen, um den Beschaffungsprozess zu beschleunigen. Lockheed offerierte daraufhin seinen Entwurf L-106 Tornado, der im Oktober 1940 als Gewinner der Ausschreibung bekannt gegeben wurde. Ein Vertrag über 560.300 US-Dollar, der den Bau eines Prototyps bis zum März 1941 vorsah, wurde am 22. Januar 1940 abgeschlossen. Der unterlegene Konkurrenzentwurf von Grumman, die XP-50 wurde jedoch ebenfalls als Prototyp beauftragt.
Als Triebwerk für den Lockheed-Entwurf wurde das Pratt & Whitney X-1800-SA2-G ausgewählt. Nach anderer Quelle soll dies jedoch das Pratt & Whitney XH-2600 gewesen sein. Die Konstruktionsarbeiten begannen erst im Dezember 1940 unter dem Projektingenieur M. Carl Haddon. Man erkannte schnell, dass das vorgesehene Triebwerk in naher Zukunft nicht verfügbar sein würde. Es erfolgte deshalb im Januar oder März 1940 eine Umplanung auf das weniger leistungsfähige Triebwerk Continental XI-1430-9/11, verbunden mit einer Verschiebung der Ablieferung des Prototyps auf den Januar 1942. Im Sommer 1941 war eine Attrappe fertiggestellt, die Triebwerke konnten jedoch erst am 22. April 1942 geliefert werden. Im August wurde zusätzlich der Einbau eines druckbelüfteten Cockpits verlangt, die Umsetzung wurde dann aber genauso wie der Einbau von Waffen auf einen späteren Zeitpunkt vertagt.
Der Erstflug wurde am 11. November 1942 in Burbank durchgeführt. Doch bereits nach drei Flügen wurden diese durch modifizierte P-38-Triebwerke ersetzt, wonach die XP-49 die Erprobung weiterführte. Am 1. Januar 1943 kam es mit dem Prototyp zu starken Schäden bei einem Landeunfall, die aber repariert wurden, so dass am 16. Februar 1943 die Erprobung fortgesetzt werden konnte.
Da die ermittelten Leistungen hinter den Erwartungen zurückblieben – so war zum Beispiel die Höchstgeschwindigkeit nur geringfügig höher als die der bereits in Serienproduktion stehenden P-38 – wurde die Entwicklung der XP-49 nicht weitergeführt. Hierbei spielte auch die ungesicherte Entwicklung des XI-1430 eine Rolle. Im Juni 1943 erhielt die Maschine ein zweites Cockpit für einen Beobachter und wurde danach zum Wright Field überführt, um dort als fliegender Prüfstand für die Triebwerksentwicklung eingesetzt zu werden. Dafür war sie aber erst im Frühjahr 1944 verwendbar, da beträchtliche Probleme mit der Tankdichtigkeit auftraten. Im Dezember 1944 wurde die Maschine endgültig stillgelegt, wonach noch Fallversuche zur Ermittlung der Auswirkungen von harten Landungen durchgeführt und die Reste nachfolgend verschrottet wurden.

## Technische Daten
| Kenngröße             | Daten                                                                                             |
| --------------------- | ------------------------------------------------------------------------------------------------- |
| Besatzung             | 1                                                                                                 |
| Länge                 | 12,22 m                                                                                           |
| Spannweite            | 15,85 m                                                                                           |
| Flügelfläche          | 30,42 m²                                                                                          |
| Höhe                  | 2,99 m                                                                                            |
| Leermasse             | 7020 kg                                                                                           |
| Startmasse            | 8505 kg                                                                                           |
| Antrieb               | zwei 12-Zylinder-V-Motoren Continental XI-1430-13/15 mit hängenden Zylindern, 1.600 PS (1.193 kW) |
| Höchstgeschwindigkeit | 653 km/h in 4570 m Höhe                                                                           |
| Dienstgipfelhöhe      | 13.120 m                                                                                          |
| Reichweite            | 1093 km                                                                                           |
| Bewaffnung            | - zwei 20-mm-Kanonen - vier 12,7-mm-MG                                                            |